# گویدرتهایم
گویدرتهایم (به فرانسوی: Geudertheim) یک کمون در فرانسه با جمعیت ۲٬۲۹۷ نفر است که در Canton of Brumath واقع شده‌است.